# Júnior Futbol Club
Der Júnior Football Club ist ein 1917 in dem heute zu Barcelona gehörenden Ort Sarrià von 15 jungen Männern gegründeter Sportverein. Inzwischen ist der Club mit Abteilungen in Feldhockey, Fußball, Tennis und Paddel-Tennis in der 17 km nordwestlich von Barcelona gelegenen Stadt Sant Cugat del Vallès ansässig. Das sechs Hektar große Vereinsgelände umfasst unter anderem ein Fußballplatz, zwei Kunstrasenhockeyfelder und acht Tennisplätze. Der Verein war auch für seine Opernaufführungen bekannt, die einige Mitglieder unter der Leitung von Joseph Shoemaker zwischen 1931 und 1969 durchgeführt haben.

## Fußball
Das erste Spielfeld, in dem Junior FC spielte, war der Garten eines der Clubmitglieder, konkret der Garten von Maurici Serrahima. Die Abmessungen waren zu klein und mehrere Bäume standen auf dem Feld. Ein paar Jahre lang musste der Club alle Spiele auswärts bestreiten, bis das Gelände Diagonal in Sant Cugat rund 17 Kilometer nordwestlich zur Verfügung stand. In der Saison 2017/18 spielte das 1. Herrenteam in der Segona Catalana und schloss auf dem 15. von 18 Plätzen ab.
Erfolge:
- Amateur Fußballmeisterschaft Kataloniens: 1950, 1952

## Hockey
| Europapokalbilanz Herren Feld |                    |        |       |           |
| Jahr                          | Wettbewerb         | Niveau | Platz | Ort       |
| 2019                          | Euro Hockey League | 1      | VR 24 | Barcelona |

Das Herrenteam spielt in der höchsten spanischen Liga der Division de Honor Masculina - A. In der Saison 2017/18 erreichte die Mannschaft das spanische Meisterschaftsfinale, welches gegen den RC Polo de Barcelona im Shoot-Out knapp verloren ging und nimmt dadurch 2018/19 erstmals an der Euro Hockey League teil.
Die Damen des Júnior FC spielen ebenfalls in der höchsten spanischen Liga, beendeten die reguläre Saison 2017/18 auf dem vierten Platz. Von 2016 bis 2018 drang die Mannschaft jeweils bis ins nationale Pokalfinale vor, unterlag aber jeweils dem Club de Campo Madrid.
Erfolge Damen:
- Katalanischer Meister: 1979, 1981, 1982, 1986, 1987, 1991, 2014
- Spanischer Pokalsieger: 1988